# Rap rock
Rap rock é um gênero musical que mistura elementos do rap com vários gêneros do rock. O rap rock é frequentemente confundido com rapcore e rap metal. O
s principais artistas e grupos desse gênero são Planet Hemp, Beastie Boys, Linkin Park,  Red Hot Chili Peppers, Hollywood Undead,  Cypress Hill . entre outros. 
Desde a segunda metade da década de 2010, com o trap, um subgênero do Hip-hop, vários artistas, como Machine Gun Kelly,  Iann Dior ou os falecidos Lil Peep e Juice Wrld, têm colocam vários elementos de rock em suas músicas.